# تیم ۶۰

تیم ۶۰ (Team 60)، یک تیم نمایشی آکروجت متعلق به نیروی هوایی سوئد است.
این تیم که در آن زمان هنوز نامش فاش نشده بود، در سال ۱۹۷۴ به عنوان یک گروه ۴ فروندی از ساب ۱۰۵ در مدرسه پرواز مرکزی نیروی هوایی سوئد واقع در پایگاه هوایی Ljungbyhed در جنوب سوئد تشکیل شد. یک سال پس از آن، دو هواپیمای دیگر به بقیه اضافه شد و در بهار ۱۹۷۶ اولین پرواز گروه شش فروندی برای اجرای نمایش با نام جدید تیم ۶۰ در گوتنبرگ به پرواز در آمد. 

## مراجع
1. ↑  Andersson Lee, Joakim (2018-12-09). "Uppvisningsflygarna som var kända som "En sexa Skåne"". Helsingborgs Dagblad (به سوئدی). Retrieved 2024-02-15.